# Pamburus missionis
Pamburus missionis är en vinruteväxtart som beskrevs av Walter Tennyson Swingle. Pamburus missionis ingår i släktet Pamburus och familjen vinruteväxter. Inga underarter finns listade i Catalogue of Life.